# Liste der Kulturdenkmale in Wisch (Nordfriesland)
In der Liste der Kulturdenkmale in Wisch (Nordfriesland) sind alle Kulturdenkmale der schleswig-holsteinischen Gemeinde Wisch (Kreis Nordfriesland) aufgelistet (Stand: 10. März 2025).

## Legende
In den Spalten befinden sich folgende Informationen:
- Objekt-ID: die Nummer des Kulturdenkmales
- Lage: die Adresse des Kulturdenkmales und die geographischen Koordinaten. Kartenansicht, um Koordinaten zu setzen. In der Kartenansicht sind Kulturdenkmale ohne Koordinaten mit einem roten Marker dargestellt und können in der Karte gesetzt werden. Kulturdenkmale ohne Bild sind mit einem blauen Marker gekennzeichnet, Kulturdenkmale mit Bild mit einem grünen Marker.
- Offizielle Bezeichnung: Bezeichnung des Kulturdenkmales
- Beschreibung: die Beschreibung des Kulturdenkmales
- Bild: ein Bild des Kulturdenkmales

## Bauliche Anlagen
| Objekt-ID | Lage                                    | Offizielle Bezeichnung | Beschreibung | Bild |
| --------- | --------------------------------------- | ---------------------- | --- | ---- |
| 5658      | Eulenhof 8 (54° 24′ 32″ N, 9° 8′ 48″ O) | Geesthardenhaus        | Geesthardenhaus; 1870; winkelförmiger, eingeschossiger Backsteinbau aus gelben Ziegeln unter reetgedecktem Walmdach, Wohnteil mit Zwerchhaus, Stallteil mit zwei Toren und Gusseisenfenstern - Begründung: geschichtlich, Kulturlandschaft prägend - Schutzumfang: gesamtes Objekt - Denkmaltyp: Bauliche Anlage | BW   |

## Quelle
- Liste der Kulturdenkmale in Schleswig-Holstein – Kreis Nordfriesland (PDF)

- Karte mit allen Koordinaten:
- OSM |
- WikiMap